# Mosi (ramie)
En Corée du Sud, le Mosi désigne une ramie fine autour de laquelle il existe une tradition de tissage. Celle-ci est pratiquée dans la ville de Hansan, province du Chungcheong du Sud. En 2011, ce type de tissage est inscrit sur la liste représentative du patrimoine culturel immatériel de l'humanité, à la suite d'une décision de l'Unesco.

## Pratique de tissage
Les pratiques de tissage du Mosi, qui ont lieu dans la ville de Hansan, province du Chungcheong du Sud, sont essentiellement féminines, effectuées par des femmes d'âge mûr qui transmettent leur compétence aux femmes de la génération suivante. Le tissage du Mosi s'apprend au sein des familles. La fertilité des terres ainsi que l'air marin rendent la région propice à la culture du Mosi. Après la récolte des plantes, on les fait bouillir et blanchir, puis on file la fibre et on la tisse, sur un métier à tisser traditionnel. L'épluchage de la peau se fait au moyen d'un couteau conçu à cet effet. Les fibres séchées au soleil passent du vert au brun. Les fibres individuelles sont tirées par les femmes avec leurs dents de devant, ce qui est long et souvent douloureux. Elles obtiennent alors des fibres longues et flexibles. Les fils de ramie subissent un processus d'amidonnage final, où ils sont brossés au-dessus d'un feu de charbon à combustion lente. Avec un métier à tisser hybride, le mosi est tissé au moyen de poulies spéciales fixées aux chaussures des femmes pour contrôler la lice du métier. La teinture se réalise à partir de produit naturel comme le ginseng. Les vêtements ainsi confectionnés, de couleur blanche, sont portés en été. Le costume de cérémonie, l'uniforme militaire et la tenue de deuil peuvent être issus du Mosi. Les vêtements fabriqués peuvent être ordinaires ou plus distingués. Pendant l'époque contemporaine, environ cinq cents personnes travaillent ce tissu.

## Reconnaissance
En 2011, l'UNESCO inscrit «Le tissage du Mosi (ramie fine) dans la région de Hansan » sur la liste représentative du patrimoine culturel immatériel de l'humanité. D'après la description officielle réalisée par cette institution, cette pratique entretient des liens sociaux, dans la mesure où les voisins se réunissent pour tisser dans des quartiers spécifiques. Il existe aussi un musée consacré au Mosi, situé dans une usine traditionnelle de la région de Hansan. De plus, un festival au sujet de cette pratique de fabrication est organisé annuellement.